# Парк Сити (Кентаки)
Парк Сити (енгл. Park City) град је у америчкој савезној држави Кентаки.

## Демографија
По попису из 2010. године број становника је 537, што је 20 (3,9%) становника више него 2000. године.
| Група             | 2000.       | 2010.       |
| Белци             | 480 (92,8%) | 470 (87,5%) |
| Афроамериканци    | 33 (6,4%)   | 40 (7,4%)   |
| Азијати           | 0 (0,0%)    | 0 (0,0%)    |
| Хиспаноамериканци | 3 (0,6%)    | 23 (4,3%)   |
| Укупно            | 517         | 537         |